# Kjetil Bang-Hansen
Kjetil Bang-Hansen, född 16 maj 1940 i Oslo, är en norsk skådespelare, dansare, teaterregissör och teaterchef.
Kjetil Bang-Hansen är son till författaren Odd Bang-Hansen (1908–1984) och läkaren Elise (“Liss”) Aas (1907–). Han är sedan 1967 gift med dansaren och koreografen Inger Johanne Rütter (1941–). Han är bror till Pål Bang-Hansen (1937–).
Bang-Hansen tog examen artium 1959 och studerade därefter vid Statens Teaterhøgskole 1959–1962, på universitet i Oslo samt vid teatrar i London och Stockholm. Han var anställd som dansare vid Edderkoppen Teater 1962–1963 och som skådespelare vid Oslo Nye Teater 1963–1966. Åren 1967–1971 var han engagerad vid Trøndelag Teater där han 1967 gjorde regidebut med To på vippen av William Gibson. Flera stora uppsättningar med Bang-Hansen som regissör följde, däribland Romeo och Julia, Gengångare, En folkefiende och Brand. Uppsättningen av En folkefiende dokumenterade i boken Når det kommer til stykket (1972), där Bang-Hansen var en av medförfattarna.
År 1972 var Bang-Hansen en av initiativtagarna till regionteatern Teatret Vårt i Møre og Romsdal. Vid denna teater satte han bland annat upp Henrik Ibsens Kongsemnerne, som blev mycket framgångsrik. Därefter var han rektor vid Statens teaterskole 1973–1976, teaterchef vid Rogaland Teater 1976–1982, teaterchef vid Den Nationale Scene 1982–1986, teaterchef vid Nationaltheatret 1986–1987 och teaterchef vid Oslo Nye Teater 1998–2001. Från 1994 verkade han som regissör vid Nationaltheatret och har även regisserat uppsättningar i Frankrike, Polen och USA.
Bang-Hansen debuterade som filmskådespelare 1959 i Den stora skattjakten (1959) och har medverkat bland annat i Arne Skouens och brodern Pål Bang-Hansens filmer. Han gjorde sammanlagt elva film- och TV-roller 1959–1973.
Bang-Hansen fick Kritikerpriset 1999/2000 och Heddaprisen 2003.

## Filmografi
Roller
- 1959 – Den stora skattjakten
- 1960 – Omringad
- 1961 – Frisøndag (TV-teater)
- 1961 – Et øye på hver finger
- 1963 – Vintersolhverv (TV-teater)
- 1963 – Særlingen (TV-teater)
- 1964 – Mytteriet på Caine (TV-teater)
- 1964 – Pappa tar gull
- 1966 – Skrift i sne
- 1970 – Douglas
- 1973 – Kanarifuglen